# 샤야
마리아나 샨탈레 한센(Marianna Chantelle Hansen, 1983년 1월 17일 ~ )은 샤야(Shaya)라는 예명으로 알려져 있는 덴마크 태생 그리스의 가수이다.
그리스 버전의 탤런트쇼 팝스타스(Popstars)의 결과물인 걸그룹 Hi-5의 멤버였다. 현재 솔로 활동을 추구하고 있으며 그리스 버전의 댄싱 온 아이스(Dancing on Ice)에서 5위를 차지했다.